# カリーム・アブドゥル＝ジャバー賞
カリーム・アブドゥル＝ジャバー・センター年間最優秀選手賞 (カリーム・アブドゥル＝ジャバー・センターねんかんさいゆうしゅうせんしゅしょう、英語: Kareem Abdul-Jabbar Center of the Year Award)は、ネイスミス記念バスケットボール殿堂から毎年、男子カレッジバスケットボール選手のその年に最も優れたセンターに贈られる賞である。この賞は、2004年に設立されたボブ・クージー賞の成功を受け、2015年に開催された「カレッジ・バスケットボール・アワード」の初回ショーの一環として新設された4つの賞の1つである。また賞名は、NCAAディビジョンI男子バスケットボールで3度の制覇、NCAAバスケットボールトーナメント最優秀選手、全米カレッジ年間最優秀選手賞をそれぞれ3回受賞したカリーム・アブドゥル＝ジャバーにちなんで名づけられた。初回の受賞者はフランク・カミンスキー。

## 歴代受賞者

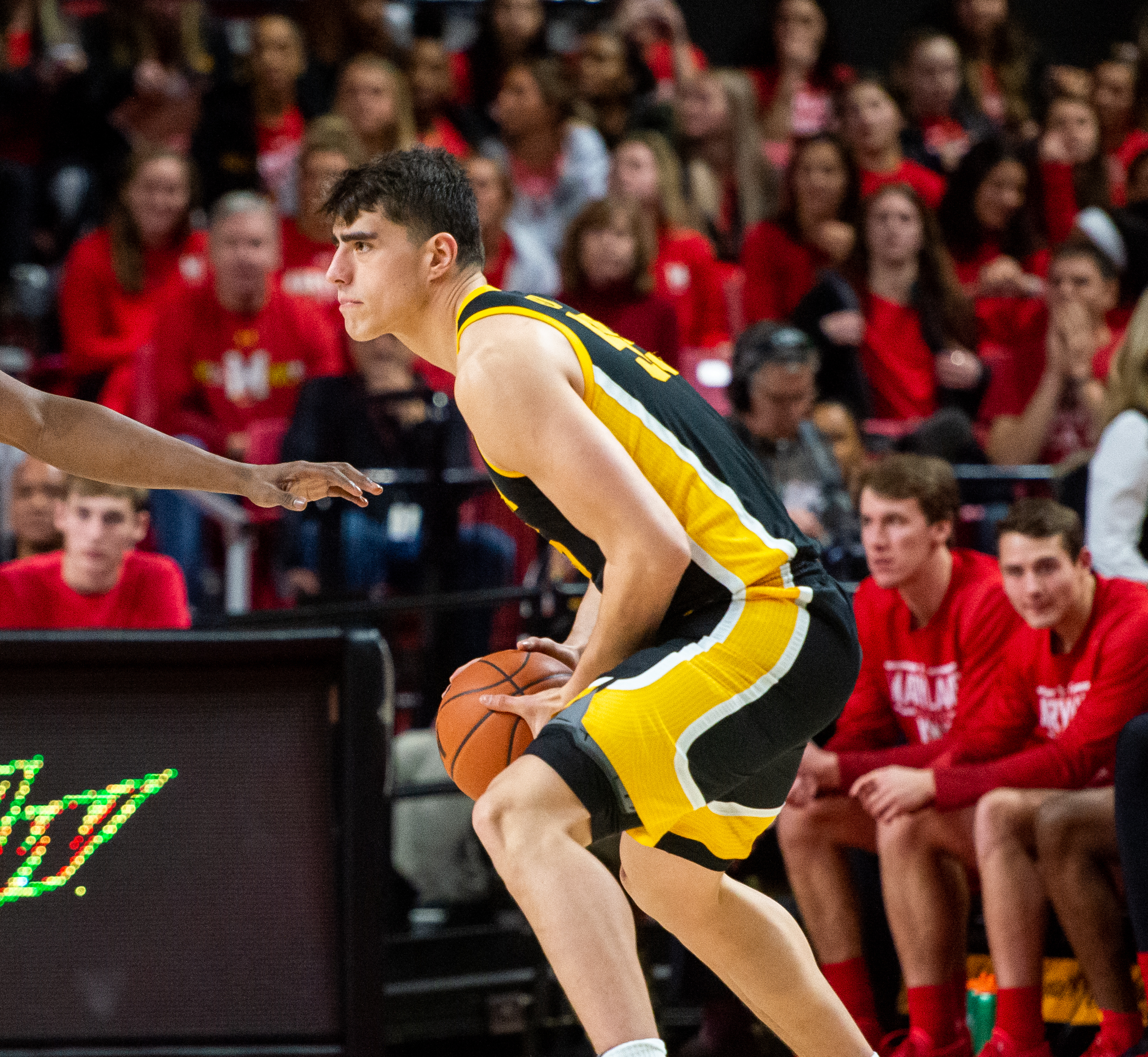
2年連続受賞者のルカ・ガーザ。

| *        | ネイスミス・カレッジ年間最優秀選手賞, ジョン・R・ウッデン賞同時受賞者 |
| 選手 (X) | 括弧内は受賞回数                                                      |

| シーズン | 選手                     | チーム         | 学年       | 参照  |
| -------- | ------------------------ | -------------- | ---------- | ----- |
| 2014–15  | フランク・カミンスキー*  | ウィスコンシン | シニア     |       |
| 2015–16  | ヤコブ・パートル         | ユタ           | ソフォモア |       |
| 2016–17  | プシェメク・カルノフスキ | ゴンザガ       | シニア     |       |
| 2017–18  | アンヘル・デルガド       | シートンホール | シニア     | [ 4 ] |
| 2018–19  | イーサン・ハップ         | ウィスコンシン | シニア     | [ 5 ] |
| 2019–20  | ルカ・ガーザ             | アイオワ       | ジュニア   |       |
| 2020–21  | ルカ・ガーザ* (2)        | アイオワ       | シニア     |       |
| 2021-22  | オスカー・シブエ*        | ケンタッキー   | ジュニア   |       |
| 2022-23  | ザック・イディー*        | パデュー       | ジュニア   |       |
| 2023-24  | ザック・イディー* (2)    | パデュー       | シニア     |       |
| 2024-25  | ライアン・カークブレナー | クレイトン     |            |       |

## 大学別受賞回数
| 大学               | 受賞回数 | 年度       |
| ------------------ | -------- | ---------- |
| アイオワ大学       | 2        | 2020, 2021 |
| パデュー大学       | 2        | 2023, 2024 |
| ウィスコンシン大学 | 2        | 2015, 2019 |
| クレイトン大学     | 1        | 2025       |
| ゴンザガ大学       | 1        | 2017       |
| ケンタッキー大学   | 1        | 2022       |
| シートンホール大学 | 1        | 2018       |
| ユタ大学           | 1        | 2016       |